# Guerre de la Sixième Coalition
 (septembre 2024).
Si vous disposez d'ouvrages ou d'articles de référence ou si vous connaissez des sites web de qualité traitant du thème abordé ici, merci de compléter l'article en donnant les références utiles à sa vérifiabilité et en les liant à la section « Notes et références ».
Guerres napoléoniennes
Batailles
Campagne de Russie (1812)
- Liste des batailles
- Mir
- Moguilev
- Ostrovno
- Vitebsk
- Kliastitsy
- Smolensk
- 1re Polotsk
- Valoutina Gora
- Moskova
- Moscou
- Winkowo
- 2e Polotsk
- Maloïaroslavets
- Gorodnia
- Czaśniki
- Viazma
- Smoliani
- Krasnoï
- Bérézina

Campagne d'Allemagne (1813)
- Dantzig
- Lunebourg
- Möckern
- Lützen
- Bautzen
- Reichenbach
- Haynau
- Luckau
- Hoyerswerda
- Lauenbourg
- Goldberg
- Gross Beeren
- Katzbach
- Dresde
- Kulm
- Dennewitz
- Peterswalde
- Liebertwolkwitz
- Leipzig
- Hanau
- Sehested
- Torgau
- Hambourg

Campagne de France (1814)
- Sainte-Croix-en-Plaine
- Besançon
- Mayence
- Metz
- Saint-Avold
- 1re Saint-Dizier
- Brienne
- La Rothière
- Campagne des Six-Jours (Champaubert
- Montmirail
- Château-Thierry
- Vauchamps)
- Mormant
- Montereau
- Bar-sur-Aube
- Saint-Julien
- Laubressel
- Berry-au-Bac
- Craonne
- Coutures
- Laon
- Soissons
- Mâcon
- Reims
- Saint-Georges-de-Reneins
- Limonest
- Arcis-sur-Aube
- Fère-Champenoise
- 2e Saint-Dizier
- Meaux
- Claye
- Villeparisis
- Paris

- Feistritz
- Caldiero (en)
- Trieste
- Mincio

- Hoogstraten (de)
- Anvers
- Berg-op-Zoom
- Courtrai

La guerre de la Sixième Coalition (1813-1814) est une guerre qui oppose une coalition d’États européens (la Sixième Coalition) — composée du Royaume-Uni de Grande-Bretagne et d'Irlande et de l'Empire russe, rejoints plus tard par le royaume de Prusse, puis par la Suède, l'empire d'Autriche et un certain nombre d'États allemands — à la France de Napoléon Ier, encore soutenue par l’Italie, le Danemark et un certain nombre d’États allemands.
Environ 2,5 millions de soldats ont combattu au cours de ce conflit (incluant la campagne de Russie) et les pertes humaines se sont élevées à au moins 2 millions d'hommes (disparus, blessés, ou morts). On inclut dans ce décompte les batailles de Smolensk, la Moskova, Lützen, Dresde et celle de Leipzig.

## Invasion française de la Russie

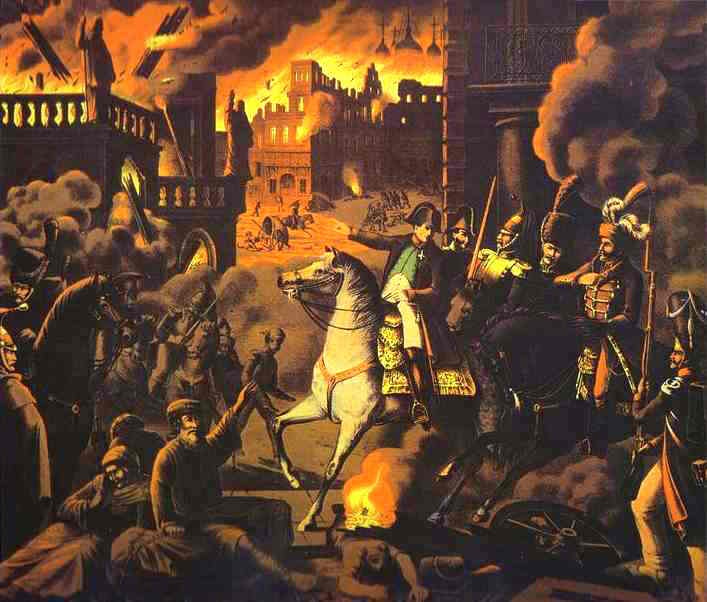
Les Français à Moscou.

Tandis que la Russie est alliée à la France depuis le traité de Tilsit, Alexandre Ier, poussé par la noblesse russe acquise aux Britanniques, refuse de coopérer avec Napoléon Ier et d’appliquer le blocus continental pour porter le coup final au Royaume-Uni. Napoléon, croyant la guerre inévitable, envahit la Russie en 1812.
La Grande Armée, grossie de contingents italiens, allemands et autrichiens, devient gigantesque : ce sont 600 000 hommes qui franchissent le Niémen. Les Russes, dirigés par Koutouzov, appliquent la stratégie de la terre brûlée, reculant sans cesse devant les troupes françaises. La bataille de la Moskowa, le 12 septembre, est remportée par les Français. Bien que les Russes abandonnent le terrain, les pertes sont presque équivalentes dans les deux camps.
Dès le lendemain de l’entrée des troupes françaises dans Moscou, les Russes incendient la ville. Napoléon, espérant une démarche de la part d’Alexandre, s'attarde à Moscou. Lorsqu'il donne le signal de la retraite, l'hiver est dangereusement proche. La Grande Armée entame une course désespérée vers l’Allemagne à travers les régions dévastées qu’elle a parcourues à l’aller. Le froid, la neige et les Cosaques provoquent d'effroyables pertes. Des 600 000 hommes qui entrèrent en campagne, seuls quelques dizaines de milliers franchissent la Bérézina. La Grande Armée est détruite.

## Campagne d'Allemagne (1813)

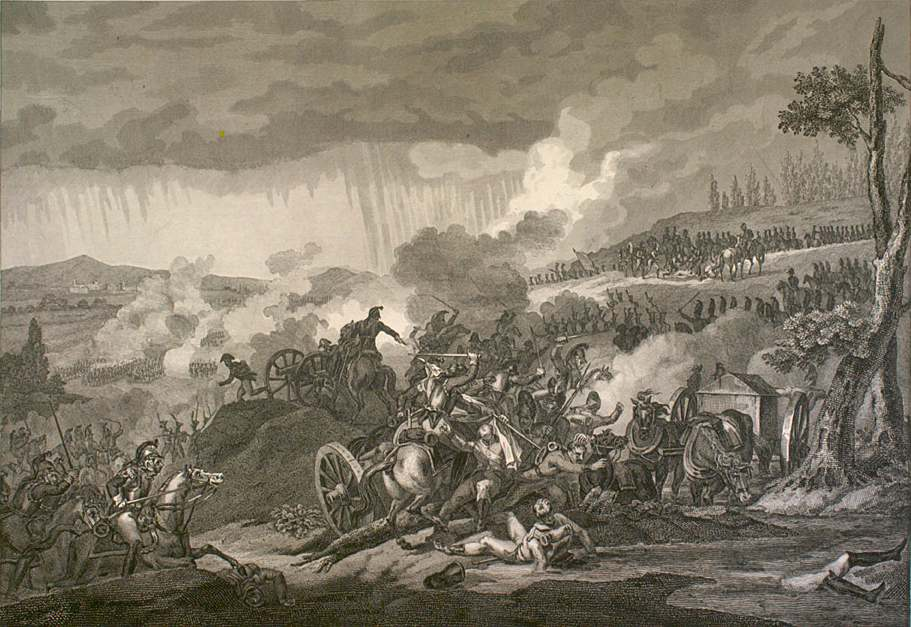
Charge de la cavalerie française à Dresde, par Naudet.

Encouragés par ce dramatique échec, les rois et pays humiliés par Napoléon au cours des guerres précédentes reprennent les armes contre la France.
Malgré deux victoires napoléoniennes remportées en Allemagne (Bautzen et Lützen), grâce à des armées réorganisées, et profitant des enseignements tirés des précédentes guerres napoléoniennes, les coalisés gagnent la bataille de Leipzig (octobre 1813) aussi appelée « bataille des Nations », qui voit s’opposer 180 000 Français à 300 000 alliés (russes, autrichiens, prussiens, suédois) où une partie de ses alliés allemands trahit Napoléon sur le champ de bataille. La défaite subie ce jour-là est décisive. Le maréchal Poniatowski, prince polonais et neveu de Stanislas II, dernier roi de Pologne, y perd la vie en tentant de traverser l’Elster avec ses hommes. On dénombre 100 000 morts et blessés.

## Campagne de France (1814)

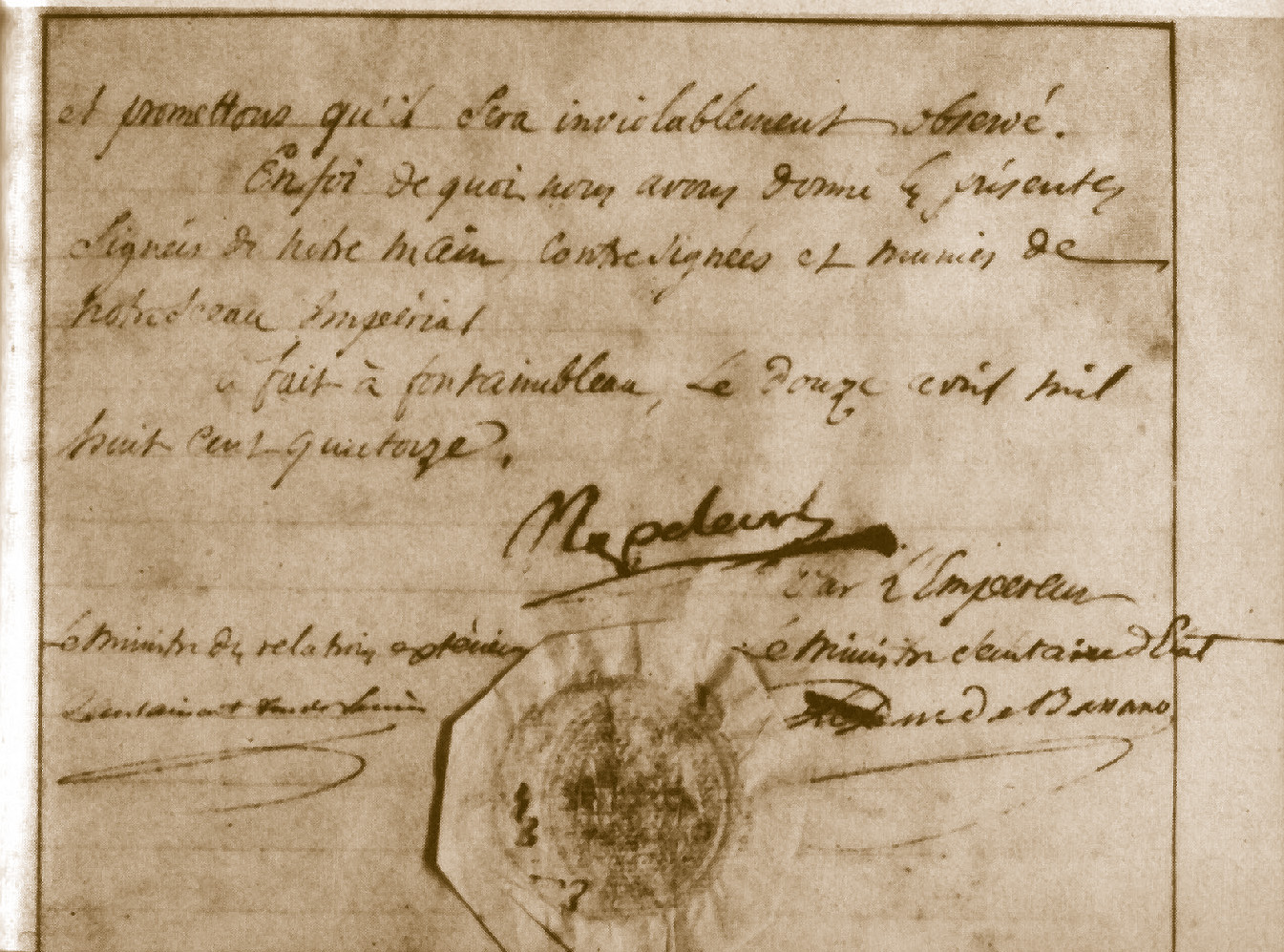
Acte de la première abdication, 12 avril 1814.

Le dernier acte de cette coalition se joue sur le territoire national : la campagne de France.
En 1814, se forme une alliance entre le Royaume-Uni de Grande-Bretagne et d'Irlande, l'Empire russe, le royaume de Prusse et l’empire d'Autriche. Des séries de victoires (batailles de Champaubert, Montmirail, Montereau, etc.) sont remportées par Napoléon Ier à la tête d’une armée de jeunes recrues inexpérimentées et diminuée (les jeunes conscrits de 1814, les Marie-Louise, malgré leur courage, ne sont pas à la hauteur de leurs aînés) et largement dépassée en nombre. Les troupes françaises parviennent toutefois à ralentir l'ennemi dans sa pénétration du territoire français. Mais les pertes initiales, en Russie et en Allemagne, sont cependant trop importantes pour être compensées lors de ce dernier acte. La trahison de Marmont et la reddition de Paris obligent Napoléon à abdiquer à Fontainebleau. L’intention de Napoléon était de le faire en faveur de son fils (Napoléon II), mais les puissances alliées exigent une abdication inconditionnelle, qu'il signe le 6 avril 1814. Les alliés occupent Paris le 31 mars 1814, et, le 10 avril, Soult livre à Toulouse la dernière bataille de la campagne de France.

## Conséquences
Le 3 avril 1814, le Sénat vote la déchéance de l'Empereur. Napoléon abdique à Fontainebleau (traité de Fontainebleau) le 11 avril. On lui donne par la suite la souveraineté de l'île d'Elbe. En novembre 1814, s'ouvre le congrès de Vienne qui redessine les frontières de l'Europe.